# Euxoa cinchonina
Euxoa cinchonina là một loài bướm đêm thuộc họ Noctuidae. Nó được tìm thấy ở Ethiopia.